# Ravi Shankar
Ravi Shankar (født 7. april 1920, død 11. december 2012) var en indisk sitar-spiller og komponist. Shankar har mere end nogen anden bidraget til at gøre indisk musik internationalt kendt, især via hans samarbejde med eks-beatlen George Harrison, men også via kompositioner for symfoniorkester og indisk sitar. Han skrev en symfoni for symfoniorkester.
Ravi var far til Norah Jones, og Anoushka Shankar.